# José Tomás Piera
José Tomás Piera (Barcelona, 1900 - Guadalajara, México, 1976) fue un abogado y político español.
Tras licenciarse en Derecho en la Universidad de Barcelona participará, durante la dictuadura del general Primo de Rivera, en la fundación de Acción Republicana de Cataluña. Participará igualmente en la fundación del Partit Catalanista Republicà aunque finalmente ingresará en Esquerra Republicana de Catalunya, partido con el que concurrirá a las elecciones de 1933 obteniendo un escaño por la circunscripción de Barcelona, escaño que volvería a obtener tanto en las elecciones de 1936.
Fue ministro de Trabajo, Sanidad y Previsión Social entre el 4 de septiembre y el 4 de noviembre de 1936 cargo desde el que pasó a representar a la República Española en calidad de cónsul en Montreal. 
Tras finalizar la guerra civil española se exilió en México donde fallecería.
| Predecesor: Juan Lluhí Vallescá | Ministro de Trabajo, Sanidad y Previsión Social 1936 | Sucesor: Anastasio de Gracia Villarrubia (Trabajo y Previsión Social) Federica Montseny Mañé (Sanidad) |

- Datos: Q11928952